# بادي يونغ
بادي يونغ (بالإنجليزية: Buddy Young)‏ هو لاعب كرة قدم أمريكية أمريكي، ولد في 5 يناير 1926 في شيكاغو في الولايات المتحدة، وتوفي في 1 سبتمبر 1983 في تيريل في الولايات المتحدة.

## وصلات خارجية
- بادي يونغ على موقع مرجع كرة القدم المحترفة.كوم (الإنجليزية)